# Герб Бабушкина
Герб города Бабушкина Кабанского района Республики Бурятия Российской Федерации — опознавательно-правовой знак, служащий официальным символом муниципального образования.
Герб утверждён решением № 161 Совета руководителей города Бабушкина 30 августа 2002 года.
Герб внесён в Государственный геральдический регистр Российской Федерации с присвоением регистрационного номера 1026.

## Описание и обоснование символики
Геральдическое описание (блазон) гласит:
В червлёном поле на серебряной волнистой оконечности чёрная ладья с таковым же рулём, нагруженная тремя (два и один) крестообразно перевязанными золотыми тюками

За основу герба города Бабушкина взят исторический герб города Мысовска, Забайкальской области, утверждённый 26 апреля 1913 года, подлинное описание которого гласит: 
В червлёном поле на серебряной воде чёрное судно с тремя золотыми тюками груза. В вольной части герб Забайкальской области
Современный город Бабушкин, (переименованный в 1941 году в честь революционера И. В. Бабушкина, расстрелянного в 1906 г.), расположенный на южном берегу озера Байкал, был основан в 1882 году как почтовая станция Мысовая, начальный пункт торгового пути в Монголию и Китай — что и показано в гербе ладьёй, нагруженной тюками.
Чёрный цвет в геральдике символизирует благоразумие, мудрость, свободу, покой и мир.
Золото в геральдике символизирует богатство, справедливость, уважение, великодушие
Серебро в геральдике — символизирует совершенство, благородство, чистоту, веру, мир.
Красный цвет в геральдике символизирует храбрость, мужество, красоту.

## История
В 1902 году посёлок Мысовск получил статус города.
Герб безуездного города Мысовска Забайкальской области был Высочайше утверждён 26 апреля  1913 года императором Николаем II вместе с гербами Читы Забайкальской области и Петропавловска Камчатской области. (ПСЗ, 1913, Закон № 39364)
Герб Мысовска имел следующее описание:
Въ червленомъ полѣ, на серебряной водѣ, черное судно съ тремя золотыми цыбиками. Въ вольной части щита, гербъ Забайкальской области. Щитъ увенчанъ червленою башенною о трехъ зубцахъ короною и окруженъ двумя золотыми якорями, соединенными Александровскою лентою
Цибик (цыбик) в гербе означал ящик с чаем весом до 2 пудов, как торгово-меновый статус.
Утверждённый герб практически не использовался в связи с Первой мировой войной и сменой общественно-экономической формации.
Исторический герб Мысовска 1913 года был реконструирован Союзом геральдистов России для официального символа города Бабушкина, который был утверждён 30 августа 2002 года.
Авторы реконструкции герба: идея — Константин Мочёнов (Химки); компьютерный дизайн — Сергей Исаев (Москва); обоснование символики — Галина Туник (Москва).